# Сен-Поль, Жорж
Жорж Сен-Поль (фр. Georges Saint-Paul, 17 апреля 1870 — 7 апреля 1937 год) французский военный врач и исследователь, психиатр и психолог. Врач общей практики, автор литературных и научных трудов под псевдонимами Г. Эспе де Мец и доктор Лоптс.

## Биография
Жорж Сен-Поль родился в Монтиньи-ле-Мец, незадолго до аннексии Лотарингии Германской Империей. Его родители выбрали французское гражданство. Учился во Франции и в 1892 году защитил докторскую диссертацию. Врач-майор в Алжире, и в Тунисе. После возвращения во Францию служил в Туре, потом в Нанси.
В 1926 году Сен-Поль был назначен начальником Службы здоровья армии (в Нанси) в звании генерала.
За время своей карьеры он установил переписку с немецким исследователем Паулем Няке и публикует под псевдонимом Доктор Лоптс множество научных открытий на то, что изначально называлось «инверсией», затем переквалифицированное Сен-Полем в «гомосексуальность».
В 1908 году он дистанцируется от Няке из-за его диссертации на тему «вырождение Франции», опубликованной в журнале «Архивы криминальной антропологии» под руководством Александра Лакассаня.
Кроме того, он издает несколько более литературных, драматических и поэтических произведений под псевдонимом Г. Эспе де Меца. Под тем же псевдонимом он способствовал обсуждению колониализма в прессе, особенно в темах вокруг Алжира.
Сам себя он считал идеологом, мы обязаны ему несколькими неологизмами, включая термин «эндофазия», который он связал с самоанализом.
В 1931 году Сен-Поль основал Ассоциацию женевских зон, занимающуюся созданием территорий, предназначенных для размещения гражданского населения во время вооруженного конфликта, предвосхищая принципы Женевских конвенций 1949 года. Эта организация затем превратилась в Международную организацию гражданской обороны.
Жорж Сен-Поль умер 7 апреля 1937 года в замке Расе, недалеко от Женилье, во французском департаменте Эндр и Луара.

## Его работы
Жорж Сен-Поль по инициативе доктора Лакассаня проводит работы по изучению внутреннего языка . Защитник научной психологии, он намеревался демократизировать метод самоанализа, широко применяя его к людям.
Его программа основана на том, что он называет «церебрология» или наука о мозге, научно-медицинском методе, позволяющем перейти от индивидуальной психологии к общей.

### Публикации
Под своим именем:
- Очерки о внутреннем языке, Лион, Сток, 1892
- Внутренний язык и парафазии, Париж, Феликс Алкан, 1904
- Искусство публичных выступлений. Афазия и ментальный язык, Париж, Октавия Дуан и сыновья, 1912
- Глобальная роль военного врача, предшествовавшая Изучению роли санитаров во время войны, 1918
- Инверты и гомосексуалы, «Психологическая тема», Париж, Виго,1930 — 3е дополненное издание (Лоптс, 1896 и 1910)

Под именем Доктора Лоптса
- Плевелы и яды. Извращение и сексуальная извращенность. Медицинское расследование инверсии. Роман одного родившегося инвертом. Суд над Уайльдом. Исцеление и профилактика инверсии, предисловие Эмиля Золя, Париж, Г. Карре, 1896.
- Гомосексуализм и гомосексуальные типы, предисловие Эмиля Золя, Париж, Виго, 1910 — дополненное издание 1896 года.

Под именем Г. Эспе Де Меца
- Воспоминания о Тунисе и Алжире, Тунис, Ж. Дангуин, Книжное издательство, 1909.
- К Империи …, Париж, Амбер, 1913.
- Колонистам: Алжир алжирцам и алжирцами, Париж, Эмиль Лароз Книжное издательство, 1914.
- Просодические темы, Париж, Берже-Левро, 1929.
- Я обращаюсь к цивилизованному миру: открытое письмо членам S.d.N., Париж,Р. Брюмо, 1929
- Психологические темы. Поэзия, просодизм, грамматика, Париж, Вигот и Дебресс, 1934.
- Ludibria Venti. Амюзетт, Париж, Дебресс, 1935.